# Cabane Quonset
Ne doit pas être confondu avec Cabane Nissen ou Demi-lune (architecture).

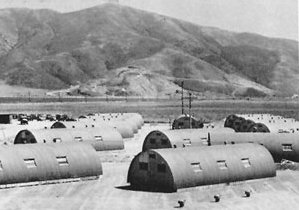
Cabanes Quonset en face de Laguna Peak, Point Mugu, Californie, en 1946.

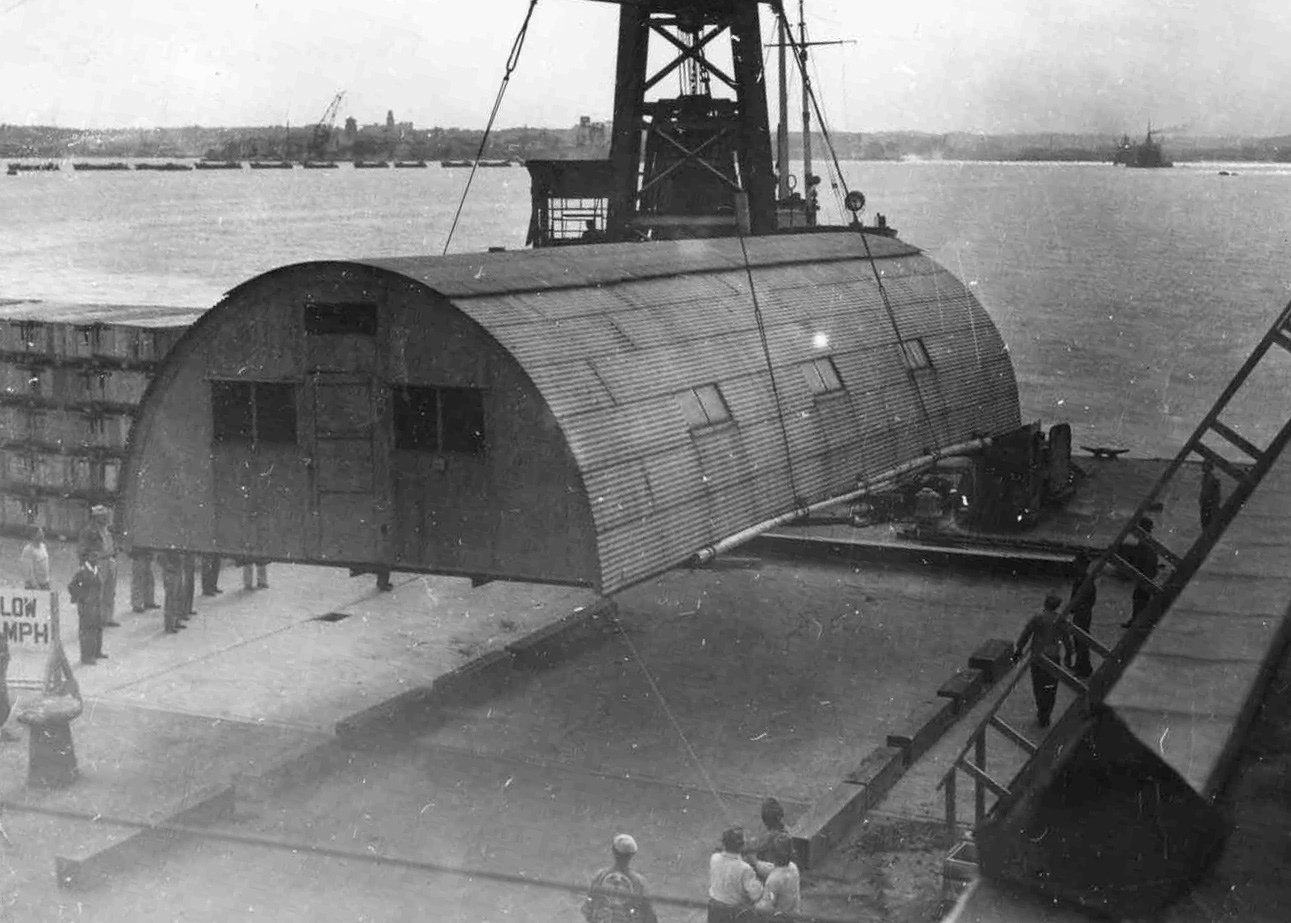
Mise en place d'une cabane Quonset au 598th Engineer Base Depot au Japon, après la Seconde Guerre mondiale

Une hutte Quonset (/k w ɒ n s ɪ t / ) est une  structure préfabriquée en acier galvanisé ondulé ayant une section transversale semi - circulaire. Le concept inspiré de la cabane Nissen introduite par les Britanniques pendant la Première Guerre mondiale a été développé aux États-Unis. Des centaines de milliers d'unités ont été produites pendant la Seconde Guerre mondiale et les surplus militaires ont été vendus au public. Le nom vient du site de leur première fabrication à Quonset Point au Davisville Naval Construction Battalion Center à Davisville, Rhode Island . 

## Histoire
Les huttes Quonset ont été fabriquées par de nombreux entrepreneurs indépendants dans les pays du monde entier, mais les premières ont été fabriquées en 1941 lorsque la marine américaine a eu besoin d'un bâtiment polyvalent et léger qui pouvait être expédié n'importe où et assemblé sans main-d'œuvre qualifiée . L'entreprise de construction George A. Fuller les a fabriqués en premier.  

## Description
La conception originale était une structure de base de 17 × 36 pieds  ( 4,88 × 10,97 m) avec des pièces en acier de huit pieds (2,44 m) de rayon. Le modèle le plus courant a une taille standard de 20 × 48 pieds  (6,1 × 14,63 m) avec un rayon de 16 pieds (4,88 m) avec une surface utile de 960 pieds carrés (89,19 m21) avec  en option des auvents de quatre pieds (1,22 m) aux deux extrémités de la caserne pour la protection des entrées contre les intempéries. D'autres tailles furent également développées, comme les modèles d'entrepôt 20 × 40 pieds  (6,1 × 12,19 m) et 40 × 100 pieds (12,19 × 30,48 m).
Les côtés de la hutte sont en tôle d'acier ondulée (à l'origine de l'acier de basse qualité, remplacé ensuite  par une version plus résistante à la rouille) et doublés de panneaux à base de bois pour assurer l'isolation. Les deux extrémités sont fermés par des panneaux de contreplaqué avec des portes et des fenêtres. Le bâtiment peut être posé sur du béton, sur pilotis ou directement sur le sol avec un plancher en bois. L'espace intérieur ne comporte pas de piliers, il est cloisonnable et modulable à volonté, permettant son utilisation pour n'importe usage : baraquement, latrines, cabinets médicaux et dentaires, salles d'isolement, logement, stockage, atelier, cuisines et boulangeries, bureaux, etc.. 

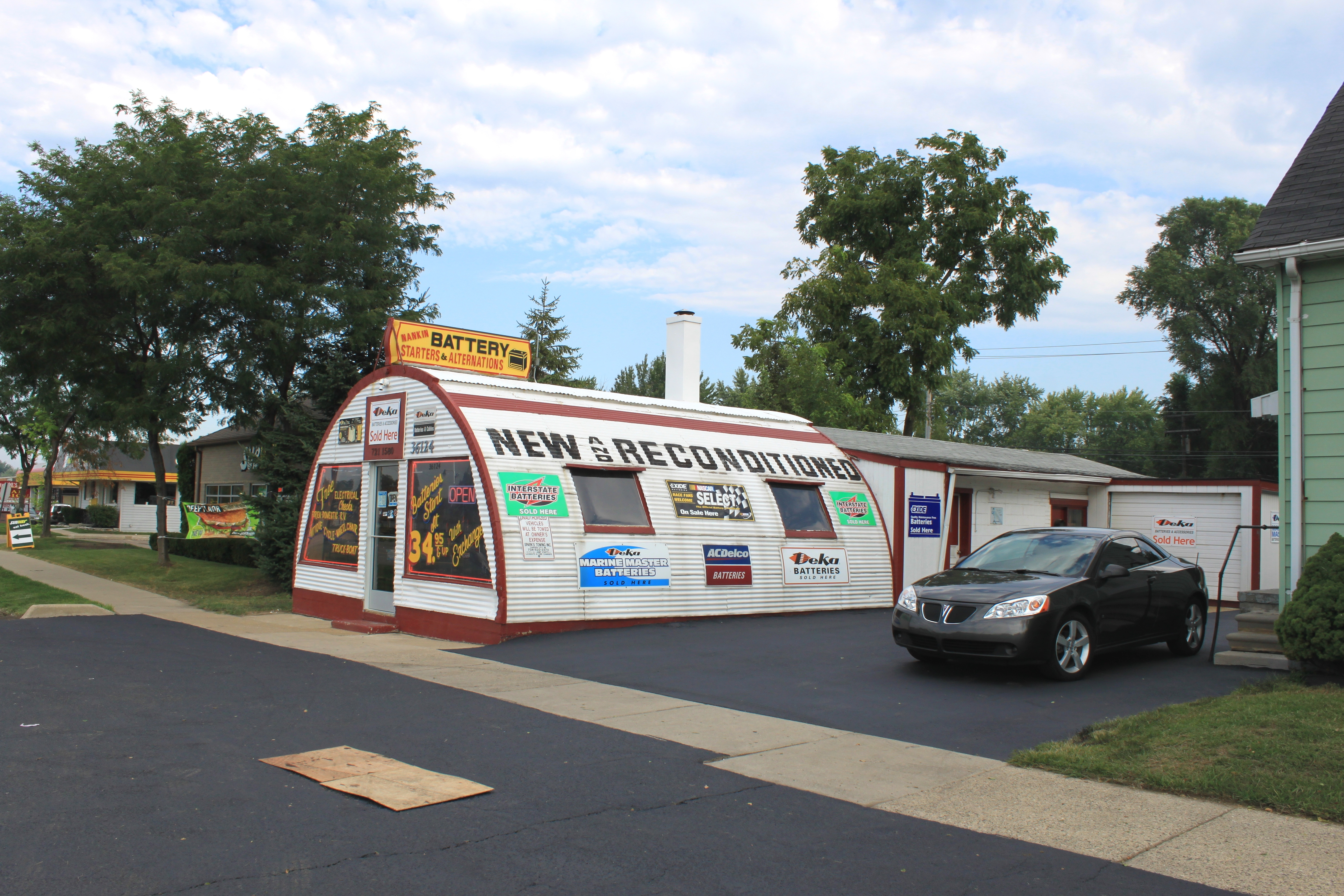
Cabane Quonset adaptée pour une utilisation commerciale à Westland, Michigan

Entre 150 000 et 170 000 huttes Quonset ont été fabriquées pendant la Seconde Guerre mondiale, et après la guerre l'armée a vendu les huttes excédentaires au public . De nombreux exemplaire sont encore présents aux États-Unis comme dépendances, entreprises ou même maisons, ainsi que dans des musées militaires exposant les souvenirs de la Seconde Guerre mondiale.  
Les huttes ont été souvent utilisées aux États-Unis comme logements temporaires d'après-guerre, comme Rodger Young Village à Los Angeles, certaines sont toujours utilisées dans les bases militaires américaines.